# Kościelna Wieś (gromada w powiecie radziejowskim)
Kościelna Wieś – dawna gromada, czyli najmniejsza jednostka podziału terytorialnego Polskiej Rzeczypospolitej Ludowej w latach 1954–1972.
Gromady, z gromadzkimi radami narodowymi (GRN) jako organami władzy najniższego stopnia na wsi, funkcjonowały od reformy reorganizującej administrację wiejską przeprowadzonej jesienią 1954 do momentu ich zniesienia z dniem 1 stycznia 1973, tym samym wypierając organizację gminną w latach 1954–1972.
Gromadę Kościelna Wieś z siedzibą GRN w Kościelnej Wsi utworzono – jako jedną z 8759 gromad na obszarze Polski – w powiecie aleksandrowskim w woj. bydgoskim, na mocy uchwały nr 24/1 WRN w Bydgoszczy z dnia 5 października 1954. W skład jednostki weszły obszary dotychczasowych gromad Włodzimierka, Kościelna Wieś, Zielińsk, Bodzanówek i Bartłomiejowice oraz miejscowość Krotoszyn folwark z dotychczasowej gromady Krotoszyn ze zniesionej gminy Osięciny w tymże powiecie. Dla gromady ustalono 19 członków gromadzkiej rady narodowej.
31 grudnia 1959 do gromady Kościelna Wieś włączono wsie Leonowo i Szalonki ze zniesionej gromady Pilichowo w tymże powiecie.
1 stycznia 1956 gromada weszła w skład nowo utworzonego powiatu radziejowskiego w tymże województwie.
1 stycznia 1972 gromadę Kościelna Wieś połączono z gromadą Osięciny, tworząc z ich obszarów gromadę Osięciny z siedzibą Gromadzkiej Rady Narodowej w Osięcinach w tymże powiecie (de facto gromadę Kościelna Wieś zniesiono, włączając jej obszar do gromady Osięciny).